# Неткачевский район
Неткачевский район — административно-территориальная единица (район), существовавшая с 1935 по 1955 год и входившая в Сталинградский край (до 1936 года), после упразднения края — в Сталинградскую область.
Административный центр района — село Мокрая Ольховка.

## История
Молотовский район был организован постановлением ВЦИК от 25 января 1935 года «О новой сети районов Сталинградского края и улусов Калмыцкой автономной области» и постановлением президиума Сталинградского краевого исполнительного комитета от 29 января 1935 года № 157 «О новой сети районов Сталинградского края и улусов Калмыцкой автономной области» при разукрупнении Красноярского района (бывшего Камышинского округа). В состав района вошло 9 сельских советов бывшего Красноярского района: Бородачевский, Верхне- Добринский, Грязнухинский, Крячковский, Мокро-Ольховский, Неткачевский, Перешипновский, Тетеревятский, Чижовский. Впоследствии число сельсоветов увеличилось до 11.
Неткачевский район занимал площадь в 1185 кв. км. Район граничил: на востоке и на севере – с Саратовским краем, на западе – с Молотовским районом, на юге – со Ждановским районом.
Район упразднён Указом Президиума Верховного Совета РСФСР от 1 июля 1955 года. Территория включена в состав Молотовского района

## Население
Динамика численности населения
| 1939  |
| ----- |
| 15931 |